# Matteo Priamo
Matteo Priamo (Castelfranco Veneto, 20 marzo 1982) è un ex ciclista su strada italiano, professionista dal 2006 al 2008 e vincitore di una tappa al Giro d'Italia 2008.

## Carriera
Nel 2005, al primo anno tra i dilettanti Elite, in maglia GS 93 Promosport, vinse tra gli altri il Gran Premio Città di Felino e il Trofeo Gianfranco Bianchin, entrambe prove del calendario Europe Tour.
Professionista dal 2006 con la Ceramiche Panaria-Navigare, ottenne il suo successo più prestigioso nella sesta tappa del Giro d'Italia 2008, in occasione della quale, dopo una lunga fuga, si impose distanziando i compagni di attacco sul traguardo di Peschici. In quella "corsa rosa" il suo compagno di squadra alla Colnago-CSF Emanuele Sella venne però trovato positivo ad un controllo antidoping: dopo aver confessato di aver assunto CERA, Sella fece il nome di Priamo come suo "fornitore" di sostanze illecite.
In primo grado il Tribunale Nazionale Antidoping assolse Priamo ma nel novembre del 2009 il Tribunale Arbitrale dello Sport di Losanna, dopo che il CONI aveva fatto ricorso contro la prima sentenza, lo squalificò per quattro anni, fino al 27 febbraio 2013.

## Palmarès
- 2005 (GS 93 Promosport)

Trofeo Camon
Gran Premio Sportivi di Poggiana
Gran Premio Città di Felino
Trofeo Gianfranco Bianchin
- 2007 (Ceramiche Panaria, una vittoria)

2ª tappa Circuit de Lorraine (Briey > Commercy)
- 2008 (Colnago-CSF Inox, tre vittorie)

3ª tappa Presidential Cycling Tour of Turkey (Bodrum > Marmaris)
5ª tappa Presidential Cycling Tour of Turkey (Kalkan > Finike)
6ª tappa Giro d'Italia (Potenza > Peschici)

## Piazzamenti

### Grandi Giri
- Giro d'Italia

2008: non partito (13ª tappa)

### Classiche monumento
- Milano-Sanremo

2006: 151º
2007: 138º
2008: 69º